# Ульзана
«Ульза́на» (нем. Ulzana) — фильм-вестерн студии DEFA (ГДР), 1974 год. В главной роли — Гойко Митич. Вторая часть дилогии о мужественном вожде племени апачи Ульзане (в ряде источников — Ульцане).

## Сюжет
В результате Американо-мексиканской войны 1846—1848 годов США приобрели значительные территории. Часть земель была предоставлена племенам апачей. Кроме того, американское правительство выделило субсидии на продовольственную помощь голодающим индейцам. Но дотации разворовываются местными чиновниками. Однако трудолюбие и мудрое землепользование позволяет краснокожим не только прокормить себя, но и начать продажу излишков продовольствия. Опасаясь государственного решения о прекращении финансовой помощи и утраты щедрой кормушки, местные дельцы всеми способами препятствуют мирной жизни индейцев. Они привлекают на свою сторону продажного капитана Бертона, организуют взрыв запруды оросительной системы, берут в заложницы возлюбленную Ульзаны — Леону. Вождь Ульзана встаёт на защиту своего народа и в неравной схватке уничтожает врагов, навсегда теряя при этом свою любимую.

## В ролях
- Гойко Митич — Ульзана
- Рената Блюме — Леона
- Коля Рэуту — Старик Нана
- Альфред Штруве — Олдрингтон, мэр
- Хоппе Рольф — капитан Бертон
- Амза Пелля — генерал Крук
- Ханньо Хассе — Уилсон

## Критика
- Ромил Соболев, обозреватель журнала «Спутник кинозрителя»: «Родившийся в американском кино вестерн либо рассказывал о приключениях ковбоев, либо показывал борьбу белых переселенцев с индейцами. В последнем случае белые неизменно показывались как рыцари и герои, а индейцы — как вероломные убийцы, беспощадно охотящиеся на белых без разбора возраста и пола. <…> Главную задачу развенчания голливудских мифов не могли не взять на себя историки, социологи и художники Европы. Серия фильмов Кольдитца как раз и помогает решению этой задачи, — развенчанию голливудской мифологии. А особенность этих фильмов — в том, что используют они чисто американскую форму вестерна: фильма остро-приключенческого сюжета, напряжённого действия, стремительных погонь и боевых схваток, фильма, который категорично делит всех действующих лиц на абсолютно хороших и безоговорочно плохих»[3].
- Двумя годами ранее - в 1972 в США был выпущен фильм «Рейд Ульзаны» / Ulzana's Raid, в котором индейский вождь (актёр Хоакин Мартинес Joaquín Martínez) изображался как кровожадный убийца.